# シュパイヒャー (アイフェル)
シュパイヒャー (独: Speicher, ドイツ語発音: [ˈʃp‿aiçɐ]) はドイツ連邦共和国 ラインラント＝プファルツ州ビットブルク＝プリュム郡にある町村。アイフェル山地のキル川沿い、ビットブルクの南東約10km、トリーアの北約29kmに位置する。シュパイヒャー連合自治体 (独: Verbandsgemeinde Speicher) の行政庁所在地である。